# Hog maws

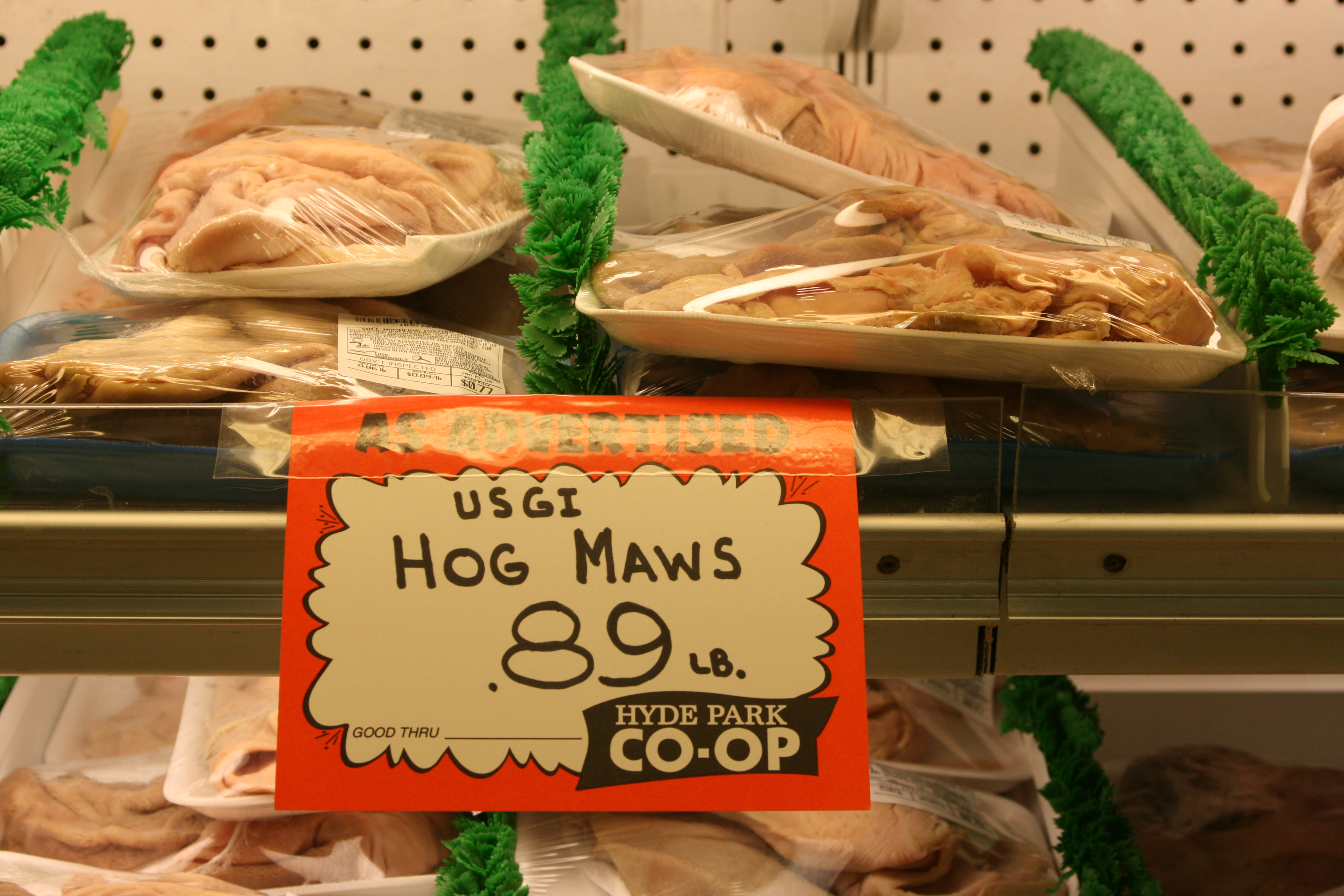
Hog maw à venda

Hog maws, na culinária do sul dos Estados Unidos, são pedaços do estômago do porco cozinhados conjuntamente com chitterlings (intestino do porco), cebola, sal, pimenta-malagueta e vinagre, e servidas com arroz branco ou spaghetti, couve-de-folhas e cornbread. Antes da abolição da escravatura, a comida destinada aos escravos era principalmente constituída pelas partes menos “nobres”, desprezadas pelos donos das plantações; por outro lado, durante a Guerra Civil e, mais tarde, durante a Grande Depressão, eram estes ingredientes que estavam disponíveis, tanto para ex-escravos, como para ex-capatazes ou brancos pobres. Por esta razão, estas iguarias tornaram-se parte da tradição local.
O estômago de porco (neste caso, utilizado o singular da expressão) pode também ser recheado e colocado no forno a assar, numa preparação típica dos descendentes de holandeses da Pennsylvania. O recheio pode incluir batata cozida, maçã em pedaços, recheio de salsicha, pão ralado, cebola, aipo, salsa, sal e pimenta.